# Nippon Export and Investment Insurance
Nippon Export and Investment Insurance, NEXI — государственное экспортно-кредитное агентство Японии. Организация создана 1 апреля 2001 года с целью оказания государственной поддержки японским экспортёрам и инвесторам, в том числе малому и среднему бизнесу путём страхования рисков, которые не страхуются коммерческим страхованием. Организация находится в подчинении Министерству экономики, торговли и промышленности Японии.
NEXI страхует как политические, так и коммерческие риски:
- Ограничения по конвертации валюты;
- Риски войны, гражданских волнений, революции;
- Расторжение в одностороннем порядке международного контракта, заключенного с зарубежным правительством;
- Банкротство партнёра и другие аналогичные события;
- Задержка исполнения обязательств по контракту инопартнёром на срок 3 и более месяцев;
- Другие политические и коммерческие риски.